# Lazlow Jones
Lazlow Jones (4 de septiembre de 1973) es un escritor, productor, director y locutor de radio estadounidense. Fue presentador del programa Technofile, redifusionado a más de cien emisoras estadounidenses y, también, en Sirius XM Satellite Radio. El programa estuvo en antena desde febrero de 1995 hasta febrero de 2007. En 2005 creó su propio programa, The Lazlow Show, el cual él mismo presenta.
También es conocido por escribir guiones y producir para la saga Grand Theft Auto. Lazlow, además, trabajó en una agencia de publicidad junto a Reed Tucker, quien produce actualmente su programa.

## Grand Theft Auto

### Grand Theft Auto III
Grand Theft Auto III (2001) fue la primera aparición de Lazlow en la saga, donde produjo, escribió los guiones y presentó la emisora ficticia Chatterbox FM, famosa por sus sketches, sátiras políticas e ingenioso humor. Coescribió todos los guiones de las emisoras junto a Dan Houser y Sam Houser de Rockstar Games.

### Grand Theft Auto: Vice City
Tras su éxito en la edición anterior, Lazlow tuvo un papel más relevante en Grand Theft Auto: Vice City. Rockstar Games alquiló los servicios de la compañía productora de Lazlow, Radio Lazlow, para coescribir y producir las emisoras de Vice City y representó un pequeño papel en la historia. En Vice City era el presentador de la emisora V-Rock.

### Grand Theft Auto: San Andreas
En Grand Theft Auto: San Andreas, Lazlow volvió a coescribir y producir los guiones de las emisoras. También fue el presentador de Entertaining America en WCTR después de que el presentador original, Billy Dexter, fuera asesinado por el personaje del videojuego Jack Howitzer mientras estaba en antena.

### Grand Theft Auto: Liberty City Stories
Lazlow "volvió" como presentador de Liberty City Free Radio en Grand Theft Auto: Liberty City Stories, aunque con un papel mucho menor que en anteriores entregas, ya que contaba sólo con un programa y no con la emisora completa.

### Grand Theft Auto: Vice City Stories
En Grand Theft Auto: Vice City Stories, Lazlow es un trabajador de V-Rock al servicio de su amigo en la vida real, Couzin Ed.

### Grand Theft Auto IV
Lazlow fue el presentador de la emisora Integrity 2.0 en Grand Theft Auto IV. La emisión de Integrity consistía simplemente en Lazlow informando a sus oyentes a pie de calle en Liberty City. El contenido de este programa era notablemente más soez que anteriores trabajos, lo que Lazlow justifica diciendo que está "harto del sistema". Lazlow se encarga, además, del servicio Z.i.T., en el que sus oyentes piden el nombre del artista y de la canción que están escuchando en la radio en ese momento. Lazlow es mencionado en los créditos como responsable de las conversaciones de los transeúntes de Liberty City. También es un criminal buscado por la policía, como puede comprobarse en la base de datos del Departamento de Policía de Liberty City.

### Grand Theft Auto V
En Grand Theft Auto V, Lazlow se representa a sí mismo como un personaje más del videojuego, apareciendo en bastantes misiones, sobre todo del protagonista Michael. En esta ocasión, interpreta a un célebre presentador de un programa de televisión llamado "Fame or Shame" en el que participa la hija de Michael, Tracey.
Luego volvería a hacer aparición en GTA Online en el DLC after hours donde después de su programa de televisión intenta convencer a Tony Prince de ser DJ en el nuevo club nocturno que el jugador Adquiere, pero al encuentra la negativa de Tony Lazlow ayudara al personaje para recoger a algunas celebridades para llevarlas al palco vip además de presentarlos también presenta a los diferentes 4 DJ que hacen sus seciones en el club nocturno